# Пичерно
Пичерно (итал. Picerno) — коммуна в Италии, расположена в регионе Базиликата, подчиняется административному центру Потенца.
Население составляет 6223 человека (на 2004 г.), плотность населения составляет 79 чел./км². Занимает площадь 78 км². Почтовый индекс — 85055. Телефонный код — 0971.
Покровителем коммуны почитается святитель Николай Мирликийский, празднование 9 мая и 6 декабря.